# Amanulláh
Amanulláh Chán (1. června 1892, Paghman – 25. dubna 1960, Curych) byl mezi lety 1919 až 1926 afghánským emírem a poté v letech 1926 až 1929 králem. Vlády se chopil poté, co byl zavražděn jeho otec Habíbulláh Chán. Pocházel z paštunské dynastie Barakzaj.
Období jeho působení v čele země bylo doprovázeno velkými sociálními a politickými změnami. V roce 1923 vyhlásil ústavu a v roce 1926 nahradil titul emíra titulem šáha (krále). Jeho reformní program vzbudil odpor u tradičních kmenů i duchovních vůdců. Během povstání v roce 1929 byl nucen opustit zemi. Zemřel v roce 1960 ve švýcarském Curychu.

## Vyznamenání
- rytíř Řádu bílé orlice – Polsko, 1928
- Královský Viktoriin řetěz – Spojené království, 1928
- Řád zlaté ostruhy – Vatikán, 1928[1][2]
- velkokříž Řádu koruny – Belgie
- řetěz Řádu Muhammada Alího – Egyptské království
- velkokříž Řádu čestné legie – Francie
- komandér Řádu akademických palem – Francie
- velkokříž Řádu Kristova – Portugalsko
- čestný rytíř velkokříže Královského Viktoriina řádu – Spojené království